# أل أرندت
أل أرندت (بالإنجليزية: Al Arndt)‏ هو لاعب كرة قدم أمريكية أمريكي، ولد في 15 يوليو 1911 في كومفري في الولايات المتحدة، وتوفي في 6 يونيو 1969.

## وصلات خارجية
- أل أرندت على موقع مرجع كرة القدم المحترفة.كوم (الإنجليزية)